# Kahlersberg
Le Kahlersberg est une montagne culminant à 2 350 mètres d'altitude dans le massif des Alpes de Berchtesgaden, dans le chaînon des monts de Hagen, à la frontière entre l'Allemagne et l'Autriche.
À l'ouest, un sentier marqué et escarpé (sentier 496) passe par le Mausloch jusqu'au sommet. Au sud-ouest, de la vallée, on peut atteindre le sommet par l'Eisenpfad, une piste parfois très raide avec des marques anciennes. Une variante non balisée part du Fensterl, une arête avec un petit éboulis, au nord dans la dépression entre Kahlersberg et Hochseeleinkopf.
En dessous du Kahlersberg se trouve le Seeleinsee.